# 希格雷
51°52′N 36°56′E / 51.867°N 36.933°E
希格雷（俄语：Щигры́）是俄羅斯庫爾斯克州東北部的一個城市，距庫爾斯克東北60公里。2002年人口19,582人。
希格雷於17世紀建立，1779年建市並改現名。1941年11月21日至1943年2月5日期間，當地被納粹德國占领。